# Grupa poetycka „Kontekst”
Grupa Poetycka „Kontekst” – powstanie grupy według różnych źródeł datowane jest na wrzesień 1971 lub 1972 roku. Grupa została powołana w ramach Koła Młodych przy katowickim oddziale  Związku Literatów Polskich (ZLP) z inicjatywy krytyka literackiego Stanisława Piskora. Pozostali członkowie grupy to: Włodzimierz Paźniewski, Tadeusz Sławek, Andrzej Szuba. Według Bożeny Tokarz była to jedna z ważniejszych grup poetyckich Nowej Fali. 

## Tezy programowe
W 1973 roku Stanisław Piskor ogłosił tezy programowe grupy na łamach czasopisma „Student”. „Kontekst” opowiadał się za modelem poezji „pozbawionej dogmatu jednorodności formalnej”. Grupa powoływała się na teorie Noama Chomsky’ego oraz tezę Marshala McLuhana o „mozaikowym” charakterze przekazu telewizyjnego. Dodatkowo członkowie „Kontekstu” zwracali uwagę na metody asamblażu zaczerpnięte ze sztuk plastycznych. „Wychodzimy z założeń artystycznych, które zastaliśmy w sztuce awangardowej. Z drugiej strony staramy się wyciągnąć wnioski ze skutków oddziaływania środków masowej komunikacji oraz faktu istnienia kultury masowej.” – twierdził Piskor. Wypowiedź ta, jako głos polemiczny wobec modelu poetyckiego proponowanego przez grupę Teraz, wzbudziła wiele kontrowersji. W 1974 roku tezy te członkowie grupy „Kontekst” powtórzyli w Zamiast manifestu na łamach „Poezji”.

## Działalność
Działalność grupy polegała głównie na organizowaniu wspólnych wieczorów oraz spotkań, początkowo współpracowała ona m.in. z grupą literacką Teraz. „Kontekst” organizował również spotkania autorskie w Teatrze Śląskim im. Stanisława Wyspiańskiego w Katowicach, podczas których wiersze członków grupy recytowali aktorzy m.in. Aleksander Wysocki. Członkowie grupy wielokrotnie występowali na sympozjach z dziedziny sztuki i literatury współczesnej organizowanych przez Janusza Gaudyna i Kazimierza Kaszpera. W listopadzie 1975 roku, razem z Grupą Literacką 63, zorganizowali wspólny wieczór poetycki w ramach Jesiennego Seminarium Literackiego Polskiego Związku Kulturalno-Oświatowego. Lata 1975–1976 przyniosły apogeum sporu między Kontekstem a grupą Teraz, będącego częścią całej serii wystąpień poetów i krytyków na łamach ówczesnych czasopism literackich: „Student”, „Nurt”, „Nowy Wyraz”.
Główna działalność literacka członków grupy miała charakter indywidualny. Do roku 1980 grupa ogłosiła tylko dwie wspólne kolumny poetyckie. Autorzy publikowali wiersze, przekłady, recenzje i eseje przede wszystkim w czasopismach: „Poezja”, „Poglądy”, „Odra” oraz „Nowy Wyraz”. Książki członków grupy ukazywały się nakładem Funduszu Literackiego katowickiego oddziału ZLP. W roku 1981 grupa zakończyła wspólną działalność.

## Twórczość
- W. Paźniewski, S. Piskor, O poezję naszego czasu, „Poezja” 1973, nr 9, s.7–14.
- W. Paźniewski, S. Piskor, T. Sławek, A. Szuba, Zamiast Manifestu, „Poezja” 1974, nr 1, s. 65–66.
- W. Paźniewski, S. Piskor, T. Sławek, A. Szuba, Spór o poezję, 1977.
- ważniejsze publikacje indywidualne:
  - W. Paźniewski, Z ostatniej chwili, 1973.; Wiersze dla zaginionych bez wieści, 1975.
  - S. Piskor, Zeznania,1975.
  - A. Szuba, Karnet na życie, 1976.
  - T. Sławek, Grand Circus Hotel, 1977.